# Nadja Strajnar Zadnik
Nadja Strajnar Zadnik, slovenska gledališka, televizijska in filmska igralka, * 22. december 1947, Ljubljana.
Leta 1973 je diplomirala na Akademiji za gledališče, radio, film in televizijo v Ljubljani in se leta 1977 zaposlila v Mestnem gledališču ljubljanskem. Nastopila je celovečernih filmih Pastirci in Skriti spomin Angele Vode.

## Filmografija
- Skriti spomin Angele Vode (2009, celovečerni igrani film)
- Velana (1973, kratki igrani reklamni film)
- Pastirci (1973, celovečerni igrani film)